# Андалужа (Алабама)
Андалужа (англ. Andalusia) — город и административный центр округа Ковингтон в американском штате Алабама. По данным переписи населения США 2020 года, численность населения составляла 8805 человек.

## Население
| 2010 | 2020[…] |
| ---- | ------- |
| 9015 | ↘8805   |